# Jorge Iga
Jorge Andrés Iga César (né le 12 janvier 1997 à San Luis Potosí) est un nageur mexicain, spécialiste de nage libre.
Le 24 juillet 2018, il bat le record national du 200 m nage libre lors des Jeux d'Amérique centrale et des Caraïbes de 2018 à Barranquilla pour remporter la médaille d'or. Il contribue également au titre et au record national du relais 4 x 100 m, avec le meilleur temps des relayeurs.
Lors des mêmes Jeux, il bat également le record national du 100 m nage libre et du 50 m papillon.